# Masahiro Takahashi
Masahiro Takahashi (japanisch 高橋 昌大 Takahashi Masahiro; * 31. Mai 1985 in der Präfektur Ibaraki) ist ein japanischer Fußballspieler.

## Karriere
Takahashi erlernte das Fußballspielen in der Universitätsmannschaft der Chūkyō-Universität. Seinen ersten Vertrag unterschrieb er 2008 bei Mito HollyHock. Der Verein spielte in der zweithöchsten Liga des Landes, der J2 League. Für den Verein absolvierte er sechs Ligaspiele. 2009 wechselte er zum Drittligisten MIO Biwako Kusatsu. Ende 2009 beendete er seine Karriere als Fußballspieler.